# جين دراويل
جين دراويل Jane Darwell ممثلة أمريكية (15 اكتوبر 1879 – 13 اغسطس 1967) نالت جائزة الأوسكار لأفضل ممثلة مساعدة عام 1937 تعملت في أكاديمية فنون وعلوم الصور المتحركة وتعد أفضل وأهم ادوارها في فيلم عناقيد الغضب عام 1940.

## أنظر أيضا
- فيلم عناقيد الغضب

## روابط خارجية
- جين دراويل على موقع IMDb (الإنجليزية)
- جين دراويل على موقع الموسوعة البريطانية (الإنجليزية)
- جين دراويل على موقع روتن توميتوز (الإنجليزية)
- جين دراويل على موقع ألو سيني (الفرنسية)
- جين دراويل على موقع تيرنر كلاسيك موفيز (الإنجليزية)
- جين دراويل على موقع أول موفي (الإنجليزية)
- جين دراويل على موقع قاعدة بيانات برودواي على الإنترنت (الإنجليزية)
- جين دراويل على موقع قاعدة بيانات الأفلام السويدية (السويدية)
- جين دراويل على موقع إن إن دي بي (الإنجليزية)
- جين دراويل على موقع قاعدة بيانات الفيلم (الإنجليزية)